# Moscheea Imamului Hussein
Moscheea Imamului Hussein este o moschee din Karbala, Irak. Este una dintre cele mai celebre moschei din lume și unul dintre cele mai sfinte locuri pentru musulmanii șiiți. Importanța ei se datorează faptului că aici se află mormântul lui Hussein ibn Ali, considerat de șiiți ca fiind al treilea imam, dar tot aici se află și mormintele celorlalți martiri ce au murit în Bătălia de la Karbala din anul 680 d.Hr.

## Istorie și arhitectură
După moartea imamului Hussein, mai mulți conducători musulmani au extins mormântul său, creând astfel un altar și un important loc de pelerinaj. Primul altar datează din anul 684 și a fost construit de Mukhtar ibn Abu `Ubayd ath-Thaqafi. În timpul califilor abbasizi, ce aveau o politică împotriva șiismului, altarul a fost demolat și pelerinajul interzis.
Peste vechiul altar a fost construită o moschee între anii 979-980, sub comanda sultanului Adud al-Dawla din dinastia Buydă. În această perioadă orașul Karbala și Irakul în general a simțit o puternică influență persană. De-a lungul timpului au avut loc mai multe extinderi și reconstrucții până ce moscheea a ajuns în forma ei actuală.
Moscheea are un altar cu un dom aflat peste mormântul imamului Hussein. Domul moscheii este din aur și are o înălțime de 27 de metri. Moscheea mai are 12 ferestre sub dom, 2 minarete, 10 porți și 65 de camere. În ultimii ani au avut loc mai multe atacuri teroriste ce au avariat moscheea, cel mai recent fiind cel din anul 2010 când au fost ucise 47 de persoane. În 2012 au început lucrările de renovare ale construcției.

## Importanță religioasă
Karbala este unul din cele cinci locuri sfinte ale șiismului, alături de Mecca, Medina, Ierusalim și Najaf. Importanța orașului este dată de Moscheea Imamului Hussein. Aici, anual vin mii de pelerini pentru a participa la sărbătoarea zilei de Așura, ce comemorează martiriul imamului Hussein din anul 680 d.Hr. În timpul acestei sărbători oamenii postesc, iar la Karbala au loc procesiuni religioase de autoflagelare, de multe ori folosindu-se obiecte ascuțite.